# Santa Cruz, Sonora
Santa Cruz este un oraș din statul mexican Sonora și reședința municipalității omonime, Santa Cruz.

## Diferite resurse
- Map
- Gobierno de Sonora[nefuncțională]